# フェラーリ・F310
フェラーリF310 (Ferrari F310) は、スクーデリア・フェラーリが1996年のF1世界選手権参戦用に開発したフォーミュラ1カーで、ジョン・バーナードとグスタフ・ブルナーが設計した。1996年の開幕戦から最終戦まで実戦投入された。フェラーリとしてのコードナンバーは648。

## F310
F310の呼称は、Ferrari 3リッターV10エンジンに由来する。1996年からエンジンをフェラーリ伝統のV型12気筒からV型10気筒に変更した。また、ガソリンも1973年以来のパートナーシップのアジップから、それ以前に使用していたシェルに変更された。1995年ワールドチャンピオンのミハエル・シューマッハがベネトンから移籍してきたため、1990年のアラン・プロスト以来のカーナンバー1をフェラーリがつけることになった。
ギアボックスはカーボン製スペーサーを持つチタン製ケーシングを採用したが、度重なるトラブルのため一時旧型に戻された。
フロントノーズはハイノーズ化の時流に逆らい、先端の低い位置でフロントウィングを1点支持する形とした。サイドポンツーンはF92Aと似たような戦闘機風の形状となった。インテークが外側に張り出し、サイドポンツーン下端とアンダーパネルの隙間に気流を流しこもうとした。しかし、1996年からドライバー保護のため義務づけられたサイドプロテクターをウィリアムズ・FW18やジョーダン・196はダミープレートを付けることで小型化していたが、フェラーリは規定どおりに設計したため、非常に大型になり、リヤウイングに向かう気流がかなり乱された。また、インダクションポッドの吸気効率も悪く、少しでも改善しようとドライバーがヘルメットを傾けて走行するシーンも見られた。
F310は1994年の412T1と同じく、ジョン・バーナードの基本設計にグスタフ・ブルナーが修正を施し、シーズン中に大きく外観が変化した。別体のノーズコーンをやや強引にハイノーズ化し、主流派の2点吊り下げ式フロントウィングを装着した。第8戦カナダGPから投入されたこのバージョンはF310/2とも呼称された。第11戦ベルギーGP以降は7速ギアボックスが導入された。

## 1996年シーズン
開幕戦はアーバインが3位表彰台を得たものの、これが彼にとってのシーズン最高位となった。第2戦ブラジルではシューマッハが3位表彰台を得たが、優勝したウィリアムズ・ルノーのデーモン・ヒルに周回遅れにされる屈辱を味わった。第4戦ヨーロッパGPではジャック・ヴィルヌーヴにプレッシャーを与え続け、優勝まであと一歩までたどり着いた。さらに翌週の第5戦、フェラーリの地元サンマリノGPではポールポジションを獲得。ティフォシ達のシューマッハに対する期待も大きくなっていった。次戦のモナコGPでもシューマッハはポールを獲得したが、ウェットコンディションの中、1周目のローズヘアピン後の右カーブで縁石でマシンを滑らせ、クラッシュしてしまった。第7戦スペインGPは再び雨。スタートで出遅れて後方集団の中にいたシューマッハは他を圧倒するスピードで一気にトップに躍り出て、フェラーリ移籍後初勝利をものにした。
しかしその後も駆動系の脆弱さが足枷となった。マシン全体を見直した改良型（F310/2）を投入したカナダGPでは、ギヤボックストラブルが発生。フランスGPではポールポジションを獲得したが、フォーメーションラップでエンジンブローに見舞われスタートできなかった。イギリスGPではギヤボックストラブルが再発。アーバインに至っては第7戦スペインGPから第14戦イタリアGPまでサスペンションやギヤボックスのトラブルで8戦連続リタイアと苦戦が続いた。
終盤戦になるとやや復調し、シューマッハはベルギーGPでウィリアムズのピット作業失策にも助けられて久しぶりの勝利、次のイタリアGPもヒルのリタイアやアレジとのマッチレースを制して2連勝を飾る。その後もポルトガルGPと日本GPでそれぞれ2位フィニッシュ。アーバインもポルトガルGPで5位入賞を果たした。

## スペック

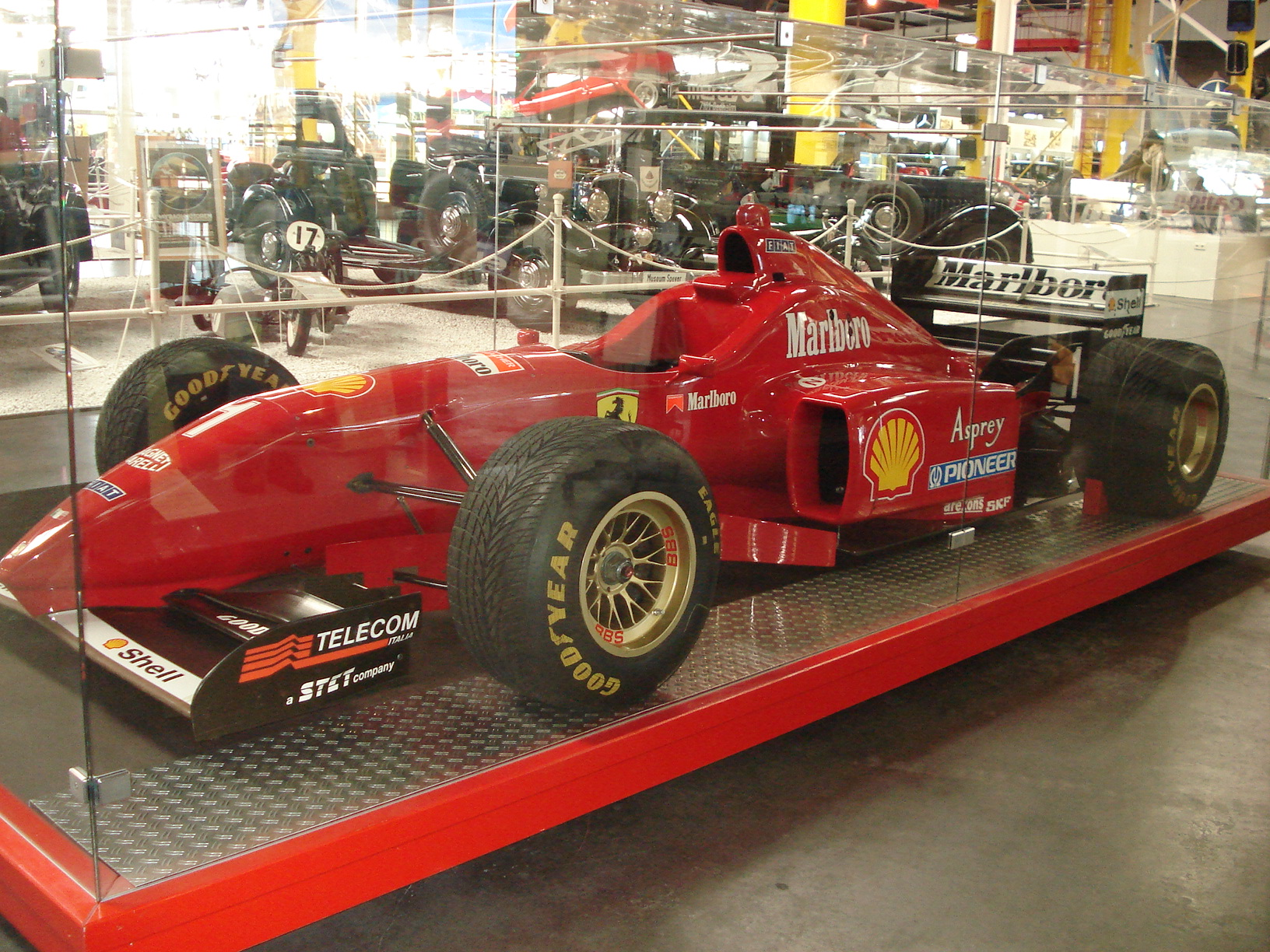
フロントノーズの低い初期型F310

### シャーシ
- シャーシ名 F310 (648)
- シャーシ構造 カーボンファイバー/アルミハニカム製モノコック
- 全長 4,355mm
- 全幅 1,995mm
- 全高 970mm
- ホイールベース 2,900mm
- 前トレッド 1,690mm
- 後トレッド 1,605mm
- クラッチ AP
- ブレーキキャリパー ブレンボ
- ブレーキディスク・パッド ブレンボ
- ダンパー ザックス
- ホイール BBS
- タイヤ グッドイヤー
- ギアボックス 6/7速＋リバース1速横置きセミオートマチック/チタン製ケーシング
- シートベルト サベルト
- 重量 600kg

### エンジン
- エンジン名 Tipo046
- 気筒数・角度 V型10気筒・75度
- 排気量 2,998.1cc
- 最大馬力 750馬力
- スパークプラグ NGK
- 燃料・潤滑油 シェル
- イグニッション マニエッティ・マレリ
- インジェクション マニエッティ・マレリ

## 記録
| 年   | マシン | No. | ドライバー             | 1                  | 2            | 3                | 4            | 5              | 6          | 7            | 8          | 9            | 10           | 11         | 12             | 13           | 14           | 15             | 16       | ポイント | ランキング |
| ---- | ------ | --- | ---------------------- | ------------------ | ------------ | ---------------- | ------------ | -------------- | ---------- | ------------ | ---------- | ------------ | ------------ | ---------- | -------------- | ------------ | ------------ | -------------- | -------- | -------- | ---------- |
| 1996 | F310   |     |                        | オーストラリアの旗 | ブラジルの旗 | アルゼンチンの旗 | 欧州連合の旗 | サンマリノの旗 | モナコの旗 | スペインの旗 | カナダの旗 | フランスの旗 | イギリスの旗 | ドイツの旗 | ハンガリーの旗 | ベルギーの旗 | イタリアの旗 | ポルトガルの旗 | 日本の旗 | 70       | 2位        |
| 1996 | F310   | 1   | ミハエル・シューマッハ | Ret                | 3            | Ret              | 2            | 2              | Ret        | 1            | Ret        | Ret          | Ret          | 4          | 9              | 1            | 1            | 3              | 2        | 70       | 2位        |
| 1996 | F310   | 2   | エディー・アーバイン   | 3                  | 7            | 5                | Ret          | 4              | 7          | Ret          | Ret        | Ret          | Ret          | Ret        | Ret            | Ret          | Ret          | 5              | Ret      | 70       | 2位        |

- 太字はポールポジション、斜字はファステストラップ。